# Ein Heim für Tiertunten
Ein Heim für Tiertunten (engl. Titel: Big Gay Al’s Big Gay Boat Ride) ist die vierte Episode der Serie South Park. Sie gewann repräsentativ für die ganze Fernsehserie im Jahre 1997 den CableACE Award in der Kategorie „Animated Programming Special or Series“. Zusätzlich war sie für den Primetime Emmy Award 1998 und den GLAAD Award 1998 nominiert.

## Handlung
Stan stellt an der Bushaltestelle seinen Freunden Kenny, Kyle und Cartman seinen neuen Hund Sparky vor und behauptet, er sei der grausamste Hund von South Park. Nach einer kleinen Wette zwischen Cartman und Stan provozieren die Kinder einen Kampf zwischen Sparky und Sylvester, um zu sehen, wer tatsächlich der grausamste Hund sei. Der deutlich aggressiver aussehende Sylvester wird jedoch von Sparky eingeschüchtert, als Sparky einen Geschlechtsakt mit Sylvester versucht. Kurz darauf wird Stan von den Jungs verspottet und sein Hund als „schwuler Köter“ bezeichnet.
Die Kinder versuchen somit Sparky seine Homosexualität auszutreiben, jedoch müssen sie sich zeitgleich für das wichtigste Football-Spiel der Saison vorbereiten, das sie nicht mit mehr als 70 Punkten Differenz verlieren dürfen. Sparky, der merkt, dass Stan ihn verändern will, läuft daher bei nächster Gelegenheit weg. Stan hingegen sucht daraufhin seinen Hund und verpasst den Beginn des Football-Spiels. Während seiner Suche nach Sparky stößt Stan auf Big Gay Al, bei dem sich alle homosexuellen Tiere versammeln. Dort findet er auch seinen Hund wieder.
Während Big Gay Al nun versucht, Stan die Homosexualität näher zu bringen, versuchen die Spieler von South Park das Football-Spiel zu gewinnen.

## Rezeption
Ein Heim für Tiertunten ist die erste Episode der Fernsehserie South Park, die für eine Auszeichnung nominiert wurde. Sie erhielt besondere Beachtung aufgrund des sehr umstrittenen Themas der Homosexualität und wurde im Jahre 1997 von den Erfindern der Serie stellvertretend beim CableACE Award vorgeführt, bei dem die Serie in der Kategorie „Animated Programming Special or Series“ ausgezeichnet wurde. Zusätzlich wurde die Serie im Jahre 1998 für den Primetime Emmy Award und den GLAAD Award nominiert.